# Pygmaeocidaris prionigera
Pygmaeocidaris prionigera is een zee-egel uit de familie Arbaciidae.
De wetenschappelijke naam van de soort werd in 1879 gepubliceerd door Alexander Agassiz.